# Stefán Rafn Sigurmannsson
Stefán Rafn Sigurmannsson, né le 19 mai 1990 à Hafnarfjörður, est un joueur de handball islandais évoluant au poste d'aillier gauche au club de Haukar Hafnarfjörður et en l'équipe nationale d'Islande.

## Palmarès

### Clubs
compétitions internationales
- vainqueur de la coupe EHF en 2013

compétitions nationales
- champion d'Islande en 2009 et 2010
- champion d'Allemagne en 2016
- champion du Danemark en 2017
- champion de Hongrie en 2018

### Sélection
équipe sénior
- 5e place au championnat d'Europe 2014
- 11e place au championnat du monde 2015
- 13e place au championnat d'Europe 2016

équipe jeune
- finaliste du championnat du monde jeunes 2009